# Hike
Hike est une application de messagerie instantanée indienne fondée le 2 décembre 2012, par le développeur Umangjeet Pahwa, l'ingénieur Ritika Puri et leur associé Surbhit.

## Histoire
Hike Messenger est créé en 2012 dans le but de concurrencer WhatsApp et Facebook Messenger.
En 2016, l'application revendique 100 millions d'utilisateurs enregistrés.
La même année Rajesh Rudraradhya intègre l'entreprise  en tant que vice président et directeur de l’ingénierie en février.
En 2020, la société Hike se diversifie en lançant HikeLand, un espace virtuel, et Rush, un jeu vidéo play-to-earn.
Le 6 janvier 2020, le directeur général de la société annonce que l'application de messagerie cessera de fonctionner à partir du 21 janvier. Des outils sont mis à disposition des utilisateurs pour migrer vers d'autres services.

## Fonctionnement
Cette application se distingue des autres messageries par son principe de discrétion et d' invisibilité. Hike est doté d'un système de chiffrement permettant de ne laisser aucune trace de nos conversations sur cette application ainsi que la possibilité d'être visible ou non des autres utilisateurs.